# IC 3089
IC 3089 је лентикуларна галаксија у сазвјежђу Береникина коса која се налази на листи објеката дубоког неба у Индекс каталогу.
Деклинација објекта је + 23° 49' 42" а ректасцензија 12h 16m 29,6s. Привидна величина (магнитуда) објекта IC 3089 износи 14,7 а фотографска магнитуда 15,7. IC 3089 је још познат и под ознакама MCG 4-29-58, CGCG 128-68, NPM1G +24.0274, PGC 39302.